# سعدان همسة (الشاهل)

تعديل مصدري - تعديل

سعدان همسة هي إحدى قرى عزلة جانب اليمن بمديرية الشاهل التابعة لمحافظة حجة، بلغ تعداد سكانها 156 نسمة حسب تعداد اليمن لعام 2004.